# Згода на секс
Згода на секс (англ. Sexual consent) — добровільна свідома інформована відклична згода обох чи всіх партнерів(-ок) на будь-які сексуальні взаємодії. Надання згоди можливе лише з досягненням віку сексуальної згоди та за перебування у свідомому стані (неспання, тверезість, психічна норма). Сексуальні дії з людиною без її згоди є зґвалтуванням або сексуальним насильством і караються кримінально.
Недійсною вважається згода на секс, дана людьми, які не досягли віку сексуальної згоди (дітьми та підлітками), людьми з психічним розладом, людьми під наркотичним впливом (включаючи алкоголь, а також наркотик для зґвалтування) та особами з низьким розумовим віком. Люди в стані непритомності, порушеної свідомості (панічна атака) чи сну нездатні дати згоду на секс, тож сексуальні дії з ними є насильством.
Згода, у широкому сенсі, виникає, коли одна людина добровільно погоджується на пропозицію або бажання іншої(-их). Термін використовується у праві, медицині, дослідженнях та сексуальних стосунках.
Організація Об'єднаних Націй у своїх програмах сексуальної освіти вказують користь викладання теми згоди як частини всебічної сексуальної освіти.

## Типи
Види згоди включають явну та неявну згоду, інформовану згоду та взаємну згоду.
- Явна згода — це та згода, що чітко і безпомилково висловлена. Вона може бути дана в письмовій формі, мовою (усно) або невербально, наприклад, чітким жестом, таким як кивок. В деяких країнах світу, не письмова згода без свідків та аудіо чи відео записів може бути оскаржена, якщо одна зі сторін заперечує факт її дачі.
- Неявна згода — це згода, яка отримана виходячи з дій людини, а також фактів та обставин конкретної ситуації (або в деяких ситуаціях з мовчання, відсутності заперечень чи бездіяльності особи). Наприклад, дії сексуального характеру одним з учасників статевого акту, а у випадку з боксерським поєдинком, передбачувану згоду його учасників на фізичний контакт.
- Інформована згода, у медицині — це згода, що дана особою, яка чітко оцінює та розуміє, можливі побічні дії, та майбутні наслідки від процедури. Цей термін також використовується в інших контекстах, наприклад, у соціальних наукових дослідженнях, коли учасників просять підтвердити, що вони розуміють процедуру дослідження та дають згоду на неї, або в сексі, де це означає, що кожна особа, проінформована про будь-які інфекції або хвороби, що передаються статевим шляхом перед початком стосунків.

Також існують подібні ситуації та/або домовленості:
- «Небажаний» секс за згодою: це поведінка, яка виникає, коли особа погоджується брати участь у сексуальній активності, яка з певних причин не є дуже жаданою, або є небажаною. Цю поведінку також називають сексуальною згодою, сексуальною поступливістю та зґвалтуванням через мовчазну згоду (англ. sexual acquiescence, sexual compliance, and rape by acquiescence).[2]
- консенсуальна незгода (згода на дію у майбутньому за відсутності активної згоди у майбутньому, англ. consensual non-consent). Наприклад: сексуальна практика БДСМ, в якій наявна взаємна згода між партнерами[en] щодо можливості вчиняти бажаний для усіх сторін статевий акт так, ніби від якоїсь зі сторін сексуальної згоди на нього нема.

## Законодавство за країнами

Європейський огляд законодавства щодо сексуального насильства.
Законодавство, засноване на примусі
Законодавство, засноване на примусі; очікується поправка, заснована на згоді
Законодавство, засноване на згоді
Змішане законодавство; зґвалтування без примусу вважається менш тяжким злочином

### Стамбульська конвенція
Стамбульська конвенція (повна назва — Конвенція Ради Європи про запобігання насильству стосовно жінок і домашньому насильству та боротьбу із цими явищами), яка ратифікована більшістю країн Європи, в тому числі й Україною, згадує про згоду у статті 36.
Стаття 36: Сексуальне насильство, у тому числі зґвалтування
- 1. Сторони вживають необхідних законодавчих або інших заходів для забезпечення того, щоб було криміналізовано такі форми умисної поведінки:
  - а) здійснення, без згоди, вагінального, анального або орального проникнення сексуального характеру в тіло іншої особи з використанням будь-якої частини тіла або предмета;
  - b) здійснення, без згоди, інших актів сексуального характеру з особою;
  - с) примушування іншої особи до здійснення, без згоди, актів сексуального характеру з третьою особою.

- 2. Згоду повинно бути надано добровільно як результат вільного волевиявлення особи, отриманого в контексті супутніх обставин.
- 3. Сторони вживають необхідних законодавчих або інших заходів для забезпечення того, щоб положення пункту 1 також застосовувалися до актів, учинених проти колишніх чи теперішніх подружжів або партнерів, як це визнається національним законодавством.
— Рада Європи, Стамбульська конвенція, 2011

### Україна
Згода, згідно зі статтею 152 (примітка) Кримінального Кодексу України, має наступне визначення: «Згода вважається добровільною, якщо вона є результатом вільного волевиявлення особи, з урахуванням супутніх обставин.»  що робить можливим досить широке тлумачення цього терміна.
У статті 152 також зазначено: «Вчинення дій сексуального характеру, пов’язаних із вагінальним, анальним або оральним проникненням в тіло іншої особи з використанням геніталій або будь-якого іншого предмета, без добровільної згоди потерпілої особи (зґвалтування) - карається позбавленням волі на строк від трьох до п’яти років.» Додано статтю 152: «Вчинення будь-яких насильницьких дій сексуального характеру, не пов’язаних із проникненням в тіло іншої особи, без добровільної згоди потерпілої особи (сексуальне насильство) - карається позбавленням волі на строк до п’яти років.»
Віком сексуальної згоди, згідно зі статтею 156 Кримінального Кодексу України, є 16 років — тобто, згода що була дана особою яка не досягла шістнадцятирічного річного віку вважається недійсною.
Зазначені зміни до Кримінального кодексу, в тому числі щодо запровадження інституту згоди, були прийняті 6 грудня 2017 року 'з метою реалізації положень Конвенції Ради Європи про запобігання насильству стосовно жінок і домашньому насильству та боротьбу з цими явищами' (Стамбульська конвенція).

### Канада
В Канаді, при розгляді кримінальних справ, згода не вважається недійсною якщо: «позивач дав її добровільно, без зловживань з боку іншої сторони його довірою, використання свого владного становища, погроз чи обману».

### Індія
В Індії згода на секс, яка була отримана в обмін на фальшиву обіцянку одружитися, не є дійсною, та вважається зґвалтуванням.

### США
В США не має єдиного визначення цього терміна і кожен штат сам визначає його. Цікаво що, прагнучи запобігти зґвалтуванню в кампусах коледжів, адміністрація Обами запровадила політику, яка вимагає від навчальних закладів розслідування випадків зґвалтування та розгляду справ про зґвалтування згідно зі стандартом перевага доказів (preponderance of the evidence) замість поза розумним сумнівом (beyond a reasonable doubt), що використовуються при розгляді цих справ судами, тобто стороні обвинувачення достатньо довести провину обвинувачуваного лише на 50.1 % для виключення його з навчального закладу. Зважаючи на те що різниця між добровільними сексуальними стосунками та сексуальним насиллям полягає саме в згоді на них, це значно ускладнює спроби довести свою невинуватість навіть у випадках з неправдивими звинуваченнями.